# Engelbert Sterckx
Engelbert Sterckx, né à Ophem, hameau de Brussegem, le  2 novembre 1792 et mort à Malines le 4 décembre 1867, est un cardinal belge de l'Église catholique romaine, primat de Belgique, 13e archevêque de Malines (1832-1867).

## Biographie

### Enfance, jeunesse et formation
Engelbert Sterckx, quatrième enfant de Guillaume Sterckx et Barbe Leemans, est né à Ophem le 2 novembre 1792 et baptisé le lendemain.
Après des études moyennes à Enghien et à Louvain, Engelbert Sterckx entre au grand Séminaire de Malines le 18 septembre 1811 et, bénéficiant d'une dispense d'âge, incardiné à l'archidiocèse de Malines, est ordonné prêtre le 18 février 1815.

### Premières charges pastorales
D'abord professeur d'Écritures Saintes à Malines, il est ensuite chargé du cours de logique, puis de morale. Après cette expérience professorale, Engelbert Sterckx devient successivement curé à Boechout en 1821 et doyen à Anvers en 1824.
En 1827, tout en gardant sa charge paroissiale, il est promu vicaire général de l'archidiocèse de Malines. Engelbert Sterckx devient ainsi l'homme de confiance de l'archevêque, François-Antoine de Méan.
Très vite il organise l'opposition du clergé à la politique religieuse de Guillaume Ier.
En 1830, il est délié de ses charges paroissiales et nommé chanoine titulaire de la cathédrale Saint-Rombaut à Malines où il résidera désormais.
Il sera l'âme de l'aplanissement des oppositions entre catholiques et libéraux d'où naquit la constitution de 1831.

### Évêque et cardinal
À la mort de l'archevêque François-Antoine de Méan survenue le 15 janvier 1831, en pleine vacance du siège apostolique, il est nommé vicaire capitulaire. Mais la vacance du siège de Malines perdure. Il faut attendre le 24 février 1832, pour voir le pape Grégoire XVI, élu le 2 février 1831, pourvoir au siège : le chanoine Engelbert Sterckx est nommé archevêque de Malines. Son sacre fut retardé par des rumeurs de libéralisme à son encontre. C'est le 8 avril 1832 qu'il est consacré évêque par Jean-Joseph Delplancq avec comme co-consécrateurs Corneille van Bommel, évêque de Liège, et Jean-François Van de Velde.
Lors du consistoire du 13 septembre 1838, le pape Grégoire XVI le crée cardinal avec le titre de cardinal-prêtre de Saint-Barthélemy-en-l'Île (San Bartolomeo all’Isola). Curieusement, ce titre cardinalice avait déjà été attribué au cardinal Antoine Perrenot de Granvelle, futur premier archevêque de Malines en 1561, faisant ainsi un peu de Sterckx le second fondateur du diocèse et lui donnant l'envergure d'un primat.
Une petite médaille en bronze à son effigie et datée a été exécutée par Julien Leclercq, médailleur gantois, à l'occasion de cet événement.
Le 3 avril 1842, il sacre archevêque titulaire de Nicée, le nouveau nonce apostolique en Belgique (en) et futur cardinal, Raffaele Fornari.
En 1864, il sacre le nouvel évêque de Bruges, Jean-Joseph Faict.

### Son œuvre
Véritable figure de proue de l'épiscopat belge, Engelbert Sterckx réorganisa complètement l'archidiocèse : création d"églises (dont la nouvelle du village de Tongerloo située hors du site de l'abbaye), d'écoles, de collèges, des petits séminaires d'Hoogstraten et de Basse-Wavre. Il appuya en outre ouvertement l'action du premier recteur de la nouvelle université de Louvain, Pierre de Ram, personnalité marquée par les idées de Lamennais, et conçut l'idée de la création du collège belge de Rome.
Âme des réunions régulières des évêques de Belgique, il influença la vie religieuse du pays pendant plus de 35 ans.

### Son influence politique
Désireux de s'opposer à la création d'un enseignement non contrôlé par l'Église, il réaffirma en décembre 1837 l'excommunication des membres de la franc-maçonnerie, en  réactivant les condamnations anciennes prévues par la bulle In eminenti apostolatus specula du 28 avril 1738. Sous le coup de cet acte, nombre de francs-maçons catholiques ne quittèrent pas la maçonnerie, comme l'avaient espéré les évêques, mais s'y maintinrent encore plus fermement.

### Décès et sépulture
Le cardinal Engelbert Sterckx meurt le 4 décembre 1867 à Malines où il repose dans la crypte des archevêques devant l'autel principal de la cathédrale Saint-Rombaut.
Par testament il émit le souhait qu'aucun monument funéraire ne soit élevé à sa mémoire. Aussi, seul un autel de la cathédrale sera dédié au saint patron de l'archevêque : saint Engelbert. Sur cet autel une plaque le rappelle :

## Succession apostolique
Engelbert Sterckx a ordonné les évêques suivants :
- Évêque François-René Boussen (1833)
- Évêque Jean Arnold Barrett (1833)
- Évêque Gaspard-Joseph Labis (1835)
- Évêque Nicolas-Joseph Dehesselle (1836)
- Évêque Louis-Joseph Delebecque (1838)
- Cardinal Raffaele Fornari (1842)
- Évêque Jean-Baptiste Malou (1849)
- Évêque Théodore Alexis Joseph de Montpellier (1852)
- Évêque Jean-Joseph Faict (1864)
- Archevêque Auguste Van Heule, S.I. (1864)
- Évêque Henri-François Bracq (1865)